# Das Mädchen Johanna
Das Mädchen Johanna ist ein deutscher Historienspielfilm aus dem Jahre 1935 mit nationalsozialistischen Propagandaelementen. Unter der Regie von Gustav Ucicky spielt Angela Salloker die Titelheldin.

## Handlung
Frankreich zur Zeit des Hundertjährigen Krieges:
Die Franzosen drohen im Jahre 1429 den bereits 92 Jahre währenden Krieg gegen England und interne Widersacher zu verlieren. Nur Orléans leistet noch erbitterten Widerstand – es ist die einzige Stadt, die Frankreichs König Karl VII. geblieben ist. Um annehmbare Friedensbedingungen zu erkunden, schickt der König seinen Emissär Maillezais in das feindliche Lager zu dem Heerführer Lord Talbot und dessen Verbündeten, den Herzog von Burgund. Doch Talbot ist an einem Kompromiss nicht interessiert; er bereitet sich vielmehr gerade auf seine letzte Schlacht, die Entscheidungsschlacht, vor. Seiner Verachtung gegenüber dem schwachen französischen König verleiht er Ausdruck, indem er Maillezais das Talbotsche Wappen auf die Stirn brennt.
Orléans’ Bevölkerung wird immer verzweifelter, die Edelleute und militärischen Verteidiger Graf La Trémouille, Dunois und der Herzog von Alençon sind nur an ihrem eigenen Nutzen interessiert und schmieden überdies Ränke gegen ihren Monarchen, der ihnen viel Geld schuldet. Schließlich verliert auch der König den Glauben an einen Sieg und versucht, sich mit seinem einzigen Vertrauten Maillezais bei Nacht und Nebel aus dem Staub zu machen. An einer Straße wird er jedoch von einfachen Bürgern, die gerade an Händen und Füßen festgebundene Tote aus der Loire zu bergen versuchen, gestoppt und an seiner Flucht gehindert. Die im Fluss Ersäuften waren Opfer des schurkischen Herzogs von Alençon, der durch die von ihm angeordnete Mordtat zu verhindern suchte, dass diese Männer ihren König sprechen, um seine Majestät zu bitten, Orléans nicht den Engländern preiszugeben.
Der Pöbel glaubt, in dem König den Herzog zu erkennen, zerrt ihn aus seiner Sänfte und versucht diesen daraufhin zu erschlagen. Im letzten Moment tritt unter Glockengeläut das 17-jährige Bauernmädchen Johanna hervor, das den König erkennt. Sie kann das Schlimmste verhindern und erklärt, sie sei vom Erzengel Michael entsandt worden, um Frankreich zu retten und den König in Reims zu krönen. Karl, nicht sonderlich gläubig und ein kühl berechnender Machtmensch, erkennt als gewiefter Taktiker in diesem glücklichen Umstand die ideale Gelegenheit, um das Volk zu neuen Anstrengungen zu motivieren. Ein Ruf ertönt fortan über die Schlachtfelder: „Gott und die Jungfrau!“ Und wie durch ein Wunder gelingt die schicksalhafte Wende im Krieg, die Soldaten König Karls stürmen unter der Führung Johannas die gegnerische Befestigungsanlage. Der Herzog von Burgund wird gefangen genommen. Als ihn Maillezais mit dem Schwert niedermachen will, ist es ausgerechnet Johanna, die den Verbündeten des feigen, sich bei Nacht und Nebel davonmachenden Engländers Talbot schützt.
Nur wenige Monate später wird Karl, wie vorausgesagt, in Reims gekrönt. An seiner Seite sitzt, in schimmernder Rüstung, Johanna. Während des sich anschließenden rauschenden Krönungsfests erreicht die Feiernden eine Hiobsbotschaft. In Reims ist die Pest ausgebrochen. Außerdem marschieren die Engländer wieder auf, der Weg nach Paris sei bereits abgeschnitten! Sofort will Johanna wieder kämpfen und ruft zu den Waffen. Doch die Anwesenden lachen sie nur noch aus, weil sie erneut mit sich an der Spitze gegen die Engländer ziehen will. „Geschichte lasse sich nicht wiederholen“, heißt es. Mit ihrer Wertschätzung durch den König hat sich Johanna in dessen Umfeld längst auch viele Feinde gemacht, allen voran den ruchlosen La Trémouille, der verkündet: „Die Mauern von Reims beherbergen eine Hexe! Eine Hexe hat seiner allerchristlichsten Majestät eine Krone aufs Haupt gesetzt!“. Man gibt Johanna die Schuld am Ausbruch der Pest und behauptet, in ihrer Hybris, sich selbst zu einer Heiligen erklärt zu haben, für diese als Strafe Gottes angesehene Seuche verantwortlich zu sein.
Und so wendet sich Johannas Leben auf fatale Weise. Der Pöbel gerät außer Rand und Band, der Herzog von Alençon brüllt: „Schlagt sie tot, die verfluchte Hexe!“. Während der König Johanna durch Maillezais aus dem Festsaal bringen lässt, setzt La Trémouille, nunmehr Stadtkommandant von Reims, mit Billigung des Königs auf ihre Ergreifung – tot oder lebendig – 3.000 Silbertaler aus. Sie wird der Ketzerei beschuldigt, bald darauf von den Burgundern gefangen genommen und den Engländern übergeben. Damit ist das Schicksal der Jungfrau besiegelt. König Karl, gefangen zwischen seiner Dankbarkeit gegenüber dem Mädchen einerseits und dem heimischen Mob und den noch immer bedrohlichen Engländern unter Führung Lord Talbots andererseits, braucht als machiavellistischer Zyniker nicht lange zu überlegen: Er lässt aus machtpolitischem Kalkül La Trémouille freie Hand und Johanna kurzerhand fallen. „Wenn Gott will, dass Johanna brennt“, so argumentiert er gegenüber dem inzwischen von Schuldgefühlen geplagten Herzog von Burgund, „hilft all euer beten nichts“. Außerdem, so gehen seine Überlegungen, könnte Johanna ihm als tote Märtyrerin zum Ruhme Frankreichs sehr viel mehr nützen denn als lebende Person. In Rouen in Ketten eingekerkert, erwartet Johanna nunmehr der Feuertod. Als Maillezais daraufhin seinem König Vorwürfe macht und ihn des groben Undanks und Treueverrats gegenüber Johanna beschuldigt, antwortet dieser nur kalt: „Für eine Sache sterben … das ist nicht das Schwerste. Für eine Sache leben und handeln ist viel schwerer. Sie war mein Werkzeug, niemals etwas anderes als ein Werkzeug. Sie muss brennen. Die lebende nützt uns nichts mehr, sie schadet uns nur. Die tote Johanna wird eine Märtyrerin sein. Es ist notwendig, dass sie brennt!“ Der sichtlich gealterte Herzog von Burgund erliegt während der Konversation zwischen dem König und Maillezais seiner Bestürzung über den Verrat an Johanna.
Währenddessen findet in Rouen der Prozess gegen die Jungfrau, die vergebens auf die Rettung durch ihren König hofft und von Schaulustigen verspottet wird, statt. Das Urteil ist von Anfang an klar, zu tief sitzt der Hass der Engländer gegen das junge Mädchen, das ihnen in ihrem unglaublichen Eifer und heldenhaften Mut den sicher geglaubten Sieg genommen hatte. Zwar versuchen Maillezais und einige seiner Getreuen, Johanna zu retten. Doch der König entsendet den Herzog von Alençon mit einigen Soldaten, um Maillezais festzusetzen und den Befreiungsversuch zu verhindern. Das Mädchen sagt im Angesicht ihres Todes: „Ich glaube, dass ich sterben muss, damit mein Vaterland frei wird“. Dann endet Johannas Leben auf dem Scheiterhaufen. Mit ihrem Flammentod wird sie schließlich zur Legende. Der Ruf „Johanna war von Gott gesandt, sie ist eine Märtyrerin“ hallt durch das geschundene Land. Und so ist es die überirdische Kraft der Toten, die Frankreich nach weiteren 22 Jahren Krieg zum finalen Sieg führt. Drei Jahre darauf erklärt König Karl die Verbrennung Johannas in einem von ihrer Mutter angestrengten Wiederaufnahmeprozess öffentlichg für unrechtmäßig und betont, dass es gut sei, ein Unrecht wieder gut gemacht zu haben.

## Produktionsnotizen
Die Dreharbeiten zu Das Mädchen Johanna fanden zwischen Anfang Februar und Mitte April 1935 statt, gefilmt wurde in den UFA-Ateliers von Neubabelsberg. Die Uraufführung war am 26. April 1935 im UFA-Palast am Zoo.
Die Filmbauten schufen Robert Herlth, der auch die Kostüme entwarf, und Walter Röhrig. Assistiert wurden beide von Anton Weber. Den Ton besorgte Hermann Fritzsching. Schnittmeister Eduard von Borsody diente Ucicky auch als Regieassistent. 
Die Texte zu Peter Kreuders Musik stammen von Hans Fritz Beckmann. Das gespielte Lied hieß: Große Fantasie: Das Mädchen Johanna.
Die Spezialeffekte (vor allem der Brand auf dem Scheiterhaufen) stammen von Erwin Lange, für den Das Mädchen Johanna die erste eigenständige Arbeit als Pyrotechniker und Spezialeffektekünstler war.
Für Das Mädchen Johanna kehrte der seit 1932 ausschließlich in England arbeitende Kameramann Günther Krampf zum letzten Mal nach Deutschland zurück.
Der Theaterschauspieler René Deltgen gab hier sein Filmdebüt. In Das Mädchen Johanna trafen als Filmschauspieler das einzige Mal die (neben Heinz Hilpert) beiden mächtigsten Theaterleiter des Dritten Reichs aufeinander: Gustaf Gründgens und Heinrich George.
In Schweden, Finnland, den USA und Portugal lief Das Mädchen Johanna noch im selben Jahr ebenfalls an. Es blieb bis 1948 der einzige Tonfilm, der sich mit Leben und Sterben der Jeanne d’Arc beschäftigte.
Wegen der nationalsozialistischen Propagandaelemente durfte der Film nach 1945 auf Anordnung der alliierten Militärbehörden in Deutschland nicht mehr gezeigt werden. Siehe auch Liste der unter alliierter Militärzensur verbotenen deutschen Filme.
Der Film arbeitet teilweise mit einer Verstellung der historischen Fakten. So werden Johannas Kampfgefährten Dunois und Alençon hier als ihre Feinde dargestellt, während der Herzog von Burgund zumindest am Ende als ihr gegenüber loyaler Mann auftritt und schließlich sogar an der Ungerechtigkeit ihres Todes zugrunde geht. Die Person des kämpferischen Maillezais, der bis zuletzt zu Johanna steht und sie befreien will, ist hingegen historisch nicht belegt. Vorlage für ihn könnte jedoch Étienne de Vignolles genannt La Hire sein, der ebenfalls bei Johannas Befreiungsversuch in Gefangenschaft geriet. Auch wird Johanna im Gefängnis als verzweifelte Frau dargestellt, die vor dem Priester ihre göttliche Berufung in Zweifel zieht. Die echte Johanna hingegen hielt bis zu ihrem Tod an ihrem Auftrag fest.

## Kritiken
„Die folgende gemeinsame, und vorerst letzte den aktuellen Propaganda-Forderungen nachkommende Arbeit von Ucicky und Menzel entstand 1935. DAS MÄDCHEN JOHANNA. Weniger von anti-britischer Tendenz bestimmt – schien doch dies schon im Jeanne-d’Arc-Stoff angelegte Motiv angesichts des bevorstehenden Flottenabkommens nicht opportun – als vielmehr dem Primat der Innenpolitik gehorchend, säkularisiert der Film die Legende. Sein Dialog greift auf Hitler-Zitate zurück, er nimmt der Fabel die Romantik und wendet den Mythos um zum Exempel über die Ranküne in der Politik – dies nicht zuletzt auf Grund der kühlen, dominierenden Darstellung König Karls durch Gustaf Gründgens.“

Das Lexikon des Internationalen Films nannte Das Mädchen Johanna einen Ausstattungsfilm, „der die Historie des 15. Jahrhunderts in Beziehung zur Gegenwart und zur nationalsozialistischen Weltanschauung setzte: Ein verblutendes Volk wird durch den Siegesglauben einer schlichten ‚Volksgenossin‘ aus schmachvoller Unterdrückung zur nationalen Wiedergeburt geführt. Wie unstimmig diese Konstruktion geriet, zeigt sich nicht zuletzt in der Rolle, die Gustaf Gründgens zu spielen hatte: Er gibt den König Karl als zynischen Realpolitiker, der sogar Johannas Rehabilitierung nach 25 Jahren aus persönlicher Eitelkeit betreibt.“
Bogusław Drewniaks Der deutsche Film 1938–1945 befand: „…auch hier war eine ideologische Ausrichtung dieses Werkes unverkennbar“.
Der Schriftsteller Graham Greene analysierte Das Mädchen Johanna in einer Kritik für den Spectator und konstatierte ebenfalls massive, nationalsozialistische Propaganda: „The real hero is Charles with his Nazi mentality, his belief in the nobility of treachery for the sake of the nation. The purge of 30 june and the liquidation of Tremouille, the burning Reichstag and the pyre in Rouen market-place – these political parallels are heavily underlined. The direction is terribly sincere, conveying a kind of blond and shaven admiration for poor lonely dictators wo have been forced to eliminate their allies.“